# سوزان أيوب
سوزان أيوب (بالألمانية: Susanne Ayoub)‏، (وُلدت عام 1956 في بغداد) هي كاتبة عراقية نمساوية، صحفية ومخرجة سينمائية. اشتهرت في بادئ الأمر بكتابتها لروايات الجريمة، مثل رواية «سُم الملائكة»، التي صدرت في عام 2004 عن دار نشر «هوفمان وكوبيه» والتي حققت نجاحا عالميا. مضمون كتاباتها كثيرا ما يستمد من تجارب حقيقة للنساء ومن ثم تقوم بتحويلها لقصص خيالية.
في عام 2014، فازت أيوب بجائزة «كارل رينر» الإذاعية عن الموسيقى التصويرية لعرض «الأميرة فوكوبرانكوفكس. الحيوات الثلاثة لإليزابيث ثيوري».